# Теорія та методика фізичного виховання
«Теорія та методика фізичного виховання» (англ. Theory and Methods of the Physical Education) — український науковий журнал, що охоплює дослідження у сфері фізичного виховання дітей, підлітків і студентської молоді, фізичної реабілітації та спортивного тренування. Заснований у 2000 році. Статті публікуються українською, російською або англійською мовами. Виходить 4 рази на рік. 
Цей журнал практикує політику негайного відкритого доступу та є рецензованим.
Індексується наукометричною базою даних Scopus з 2019 року.
Свідоцтво про державну реєстрацію серія КВ № 6255 від 21 червня 2002 року.
ISSN 1993-7989 (Print), ISSN 1993-7997 (Online)

## Тематика
У журналі друкуються матеріали такої спрямованості:
- теорія та методика навчання рухам;
- фізичне виховання дітей та підлітків;
- спортивне тренування дітей та молоді;
- фізична культура в школі;
- фізична культура в профілактиці та лікуванні захворювань у дітей та підлітків;
- теорія і методика професійної підготовки вчителя фізичної культури;
- правові основи фізичної культури в Україні.

## Редакційна колегія

### Головний редактор
- Худолій Олег Миколайович, Харківський національний педагогічний університет імені Г. С. Сковороди (Україна)

### Виконавчий редактор
- Іващенко Ольга Віталіївна, Харківський національний педагогічний університет імені Г. С. Сковороди (Україна)

### Члени редколегії
- Ахметов Рустам Фагімович, Житомирський державний університет імені Івана Франка (Україна)
- Бартік Павол, Університет Матея Бела (Словаччина)
- Борецький Юрій Романович, Львівський державний університет фізичної культури (Україна)
- Гулка Карел, Університет Палацького (Чехія)
- Чшеслицька Мірослава, Університет Казимира Великого (Польща)
- Джорджіані Бадіку, Трансільванський університет (Румунія)
- Допсай Мілівой, Белградський університет (Сербія)
- Дрід Патрік, Новосадський університет (Сербія)
- Єміляновас Арунас, Литовський спортивний університет (Литва)
- Єрмаков Сергій Сидорович, Харківський національний педагогічний університет імені Г. С. Сковороди (Україна)
- Камаєв Олег Іванович, Харківська державна академія фізичної культури (Україна)
- Козіна Жаннета Леонідівна, Харківський національний педагогічний університет імені Г. С. Сковороди (Україна)
- Коробейніков Георгій Валерійович, Національний університет фізичного виховання і спорту України
- Корягін Віктор Максимович, Національний університет «Львівська політехніка» (Україна)
- Куц Олександр Сергійович, Вінницький державний педагогічний університет імені Михайла Коцюбинського (Україна)
- Матковіч Бранка, Загребський університет (Хорватія)
- Мушкіта Радослав, Університет Миколая Коперника (Польща)
- Петров Павло Карпович, Удмуртський державний університет (Російська Федерація)
- Поповіц Стево, Університет Чорногорії (Чорногорія)
- Прусік Кшиштоф, Академія фізичного виховання і спорта у м. Гданськ (Польща)

## Засновник і видавець
Засновником і видавцем журналу є ТОВ «ОВС». 